# コラビア
コラビア（ルーマニア語: Corabia）は、ルーマニアのオルト県─第二次世界大戦以前はロマナツィ県の一部であった─にある港町。ドナウ川に臨み、その対岸はブルガリアである。
地名は村落がジェノヴァの難破船の残骸からつくられたことを表している（corabiaはルーマニア語で帆船、とりわけガレー船を意味する）。1880年代に大きな港町となった。
共産主義体制下、コラビアには製糖工場、家具工房、製革所、繊維工場などが置かれ工業都市として発展した。しかし、そのほとんどが閉鎖されるとまもなく、多くの住民がより大きな町々に移ったため、人口は減少の一途をたどっている。
いまもコラビアはオルト県の主要都市のひとつで、トゥドール・ヴラディミレスクとヴルトプの二村の行政も司る。町内にはサッカークラブ、数軒の店舗やバー、スチダヴァという古代ローマのカストルム、聖三位一体大聖堂（この種の建築物としては国内屈指の高さ）、ルーマニア独立戦争の記念像などがある。考古博物館は古代ローマの陶器のコレクションが特筆に価する。

## 出身有名人
- イオン・オブレメンコ - サッカー選手
- クリスティーナ・ヴァルザル - バレーボール選手

## ギャラリー

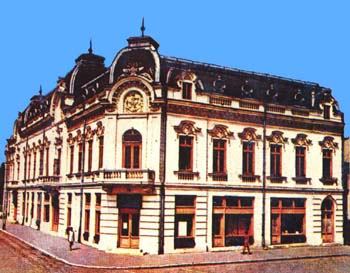
考古学博物館
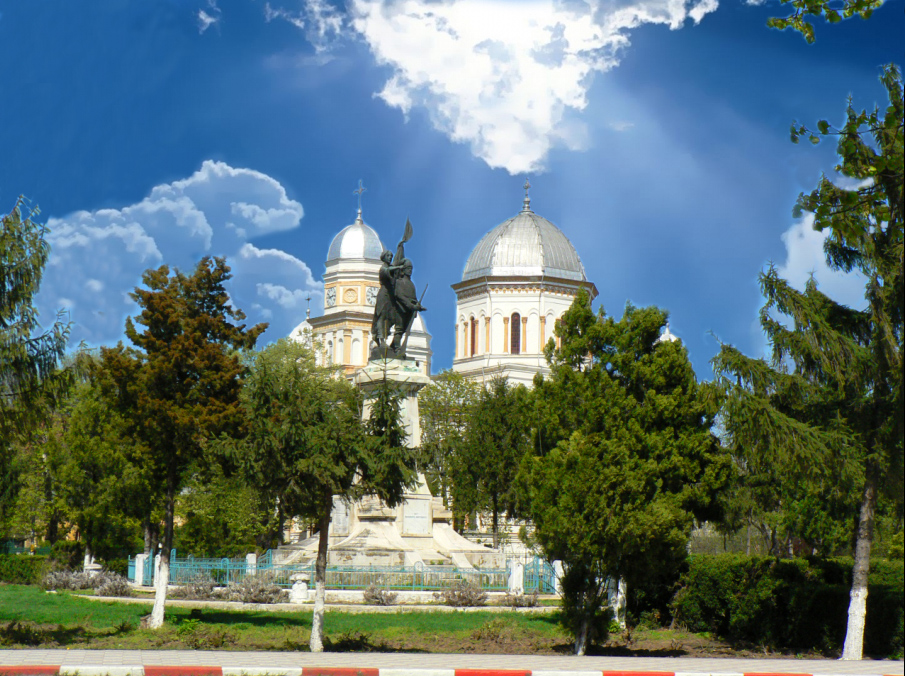
市中心部
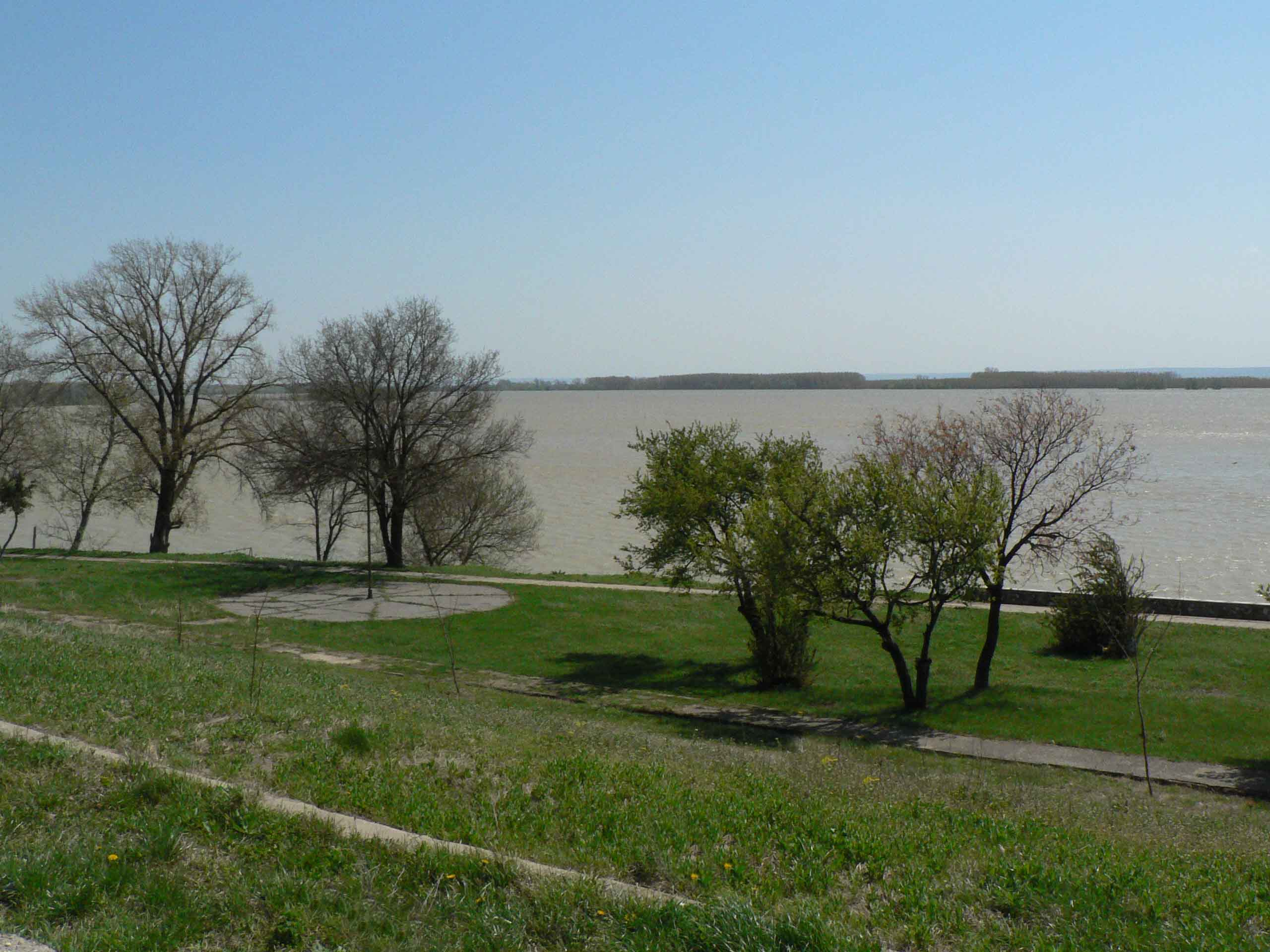
ドナウ川
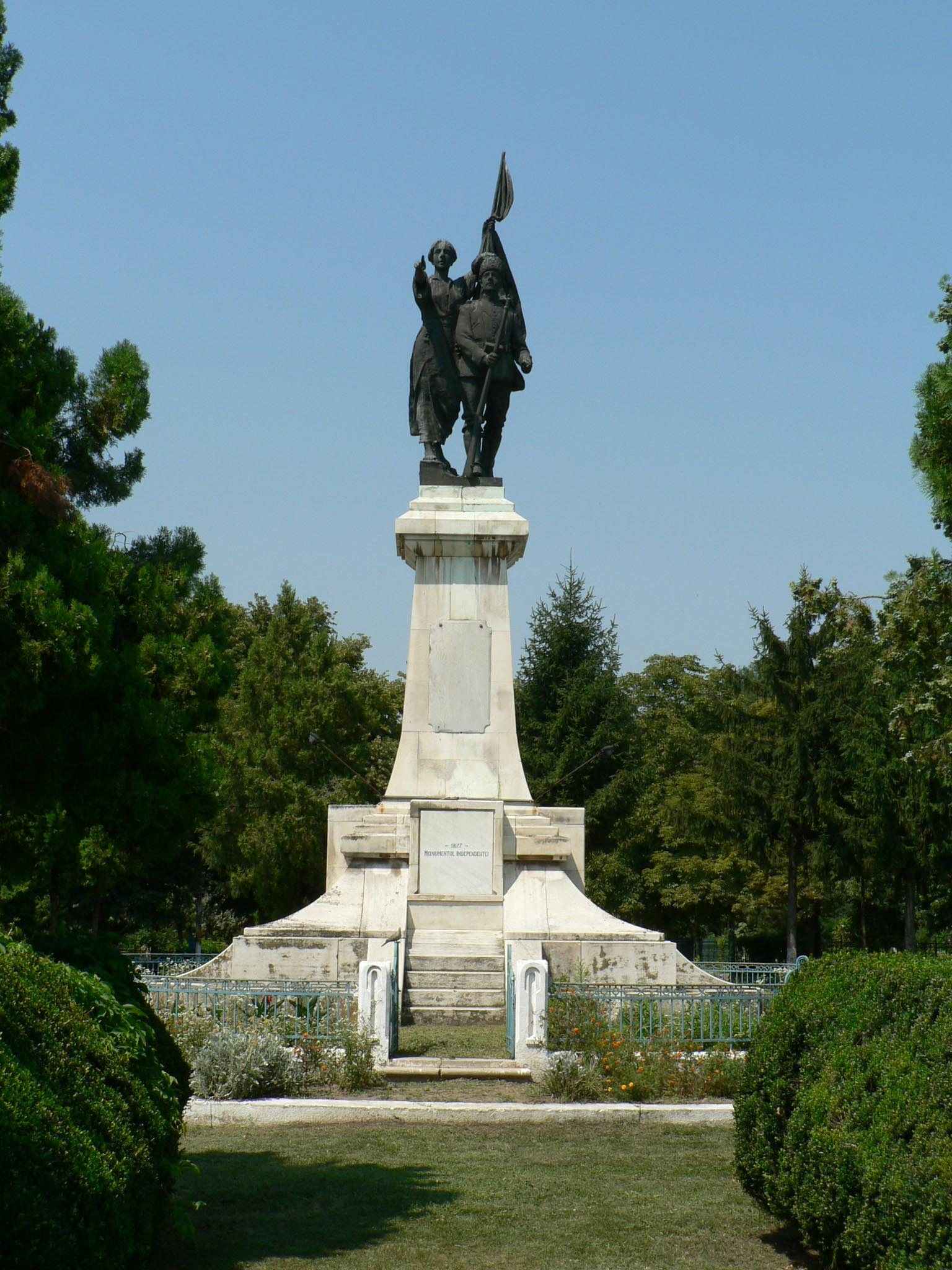
ルーマニア独立戦争の記念像
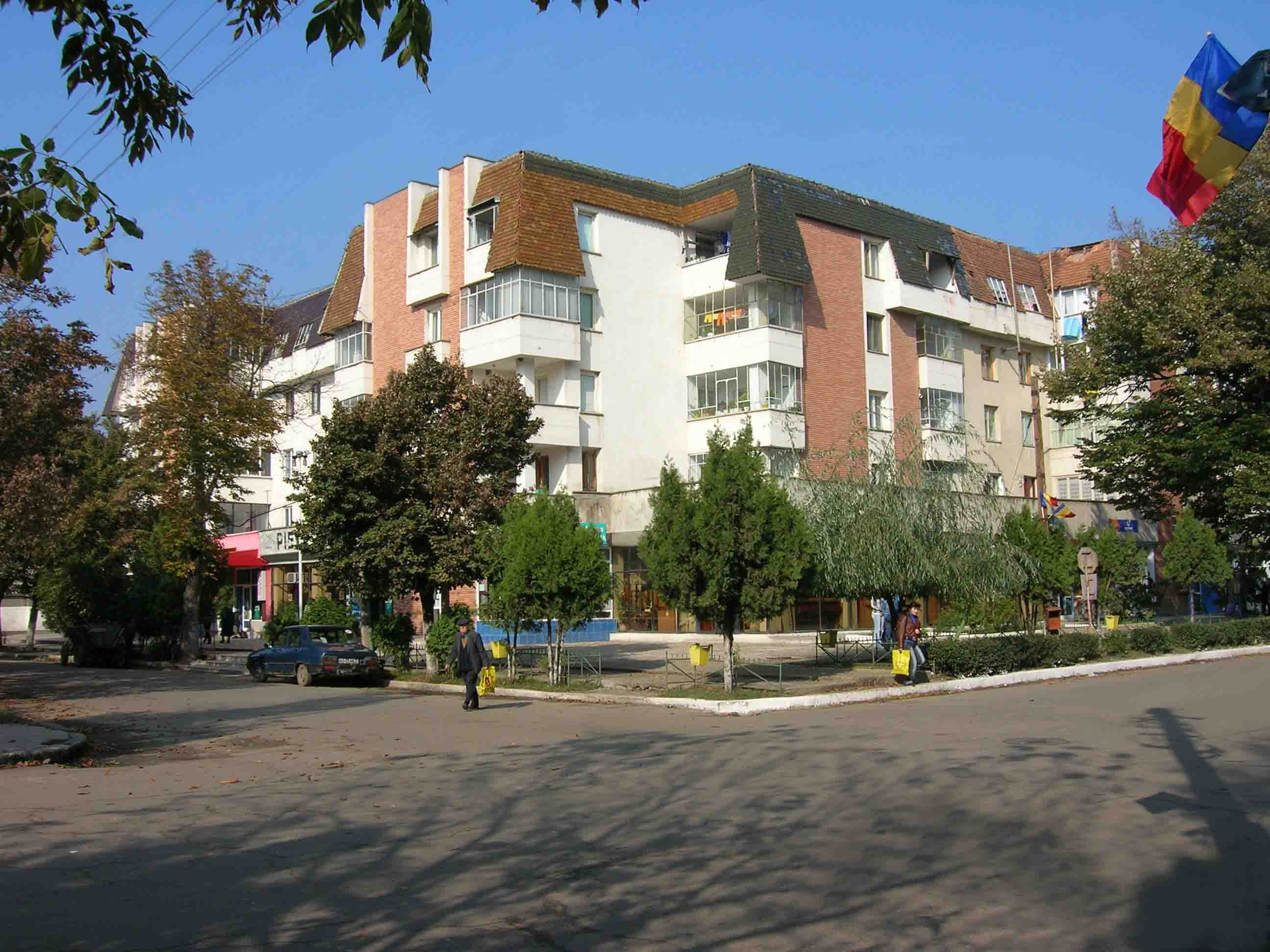
5月1日通り
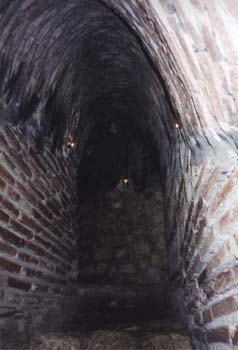
スチダヴァの「神秘の泉」
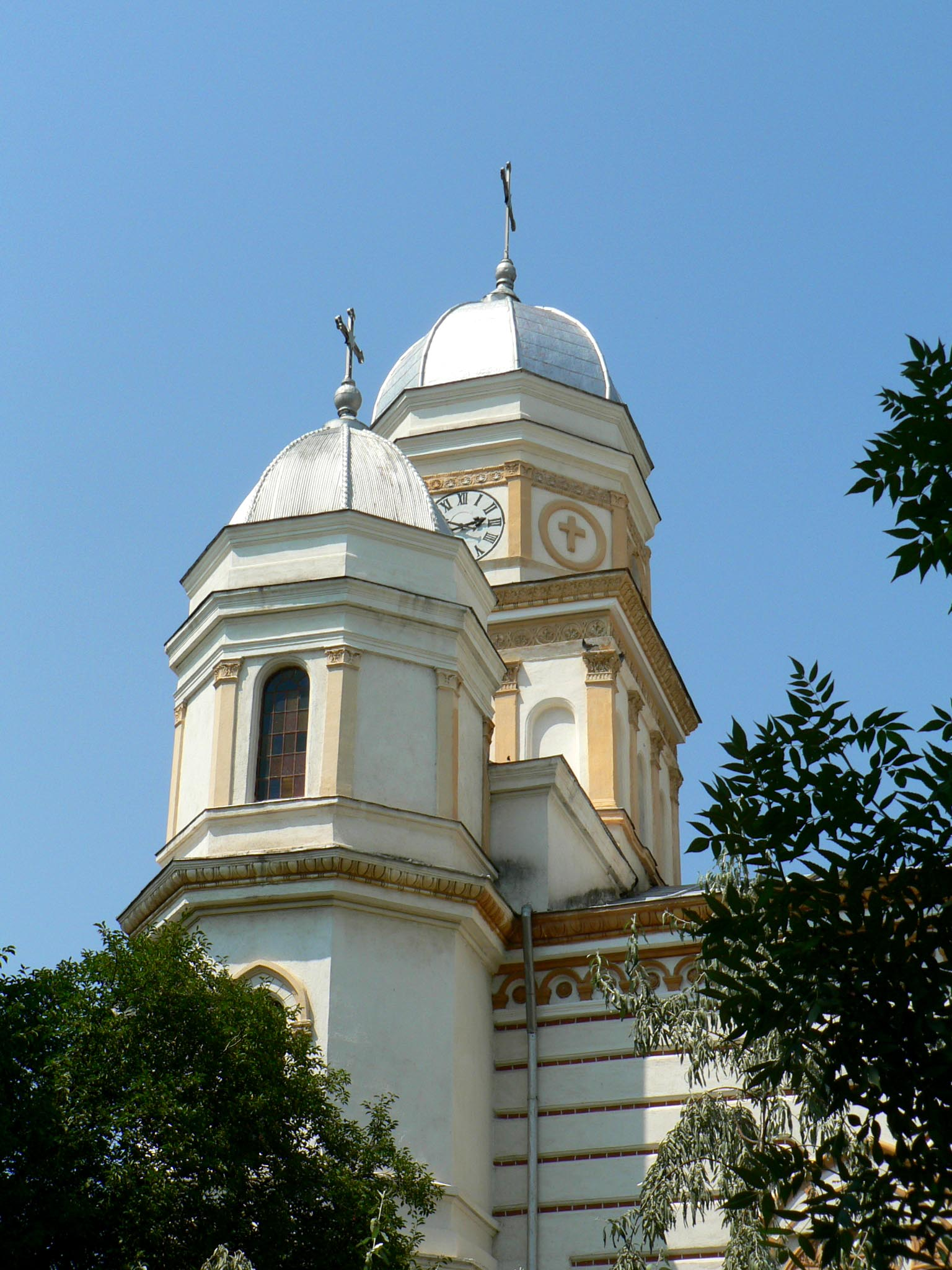
聖三位一体大聖堂